# Équinoxe (album)
Pour les articles homonymes, voir Équinoxe (homonymie).
Albums de Jean-Michel Jarre
Oxygène
(1976) Les Chants magnétiques
(1981)
Clip vidéo
[vidéo] « Équinoxe Part 4 », sur YouTube
[vidéo] « Équinoxe Part 5 », sur YouTube
Singles
1. Équinoxe Part 5
Sortie : 1978
2. Équinoxe Part 4
Sortie : 1979
3. Équinoxe Part 7 / Équinoxe Part 8 (À la Concorde)
Sortie : 1980

Équinoxe est le 4e album studio de Jean-Michel Jarre, sorti en 1978,.
Cet album-concept « hymne électronique allégorique à la vie et à la nature  » est le deuxième gros succès international de l'artiste, après Oxygène de 1976 (vendu à près de 18 millions d'exemplaires dans le monde), n°1 des ventes en France, vendu à près de 10 millions d'exemplaires dans le monde, avec quatre singles extraits Équinoxe Part 5 (1978), Équinoxe Part 4 (1979), Équinoxe Part 7 et 8 (1980). 

## Histoire
Issu du conservatoire de Paris et du groupe de recherches musicales de Pierre Schaeffer, fils du compositeur Maurice Jarre, Jean-Michel Jarre marque l'histoire de la musique électronique des premiers synthétiseurs avec l'important succès public de son album Oxygène de 1976 (phénomène international musical révolutionnaire pour son époque, vendu à près de 18 millions d'exemplaires dans le monde). 

Jean-Michel Jarre en concerts
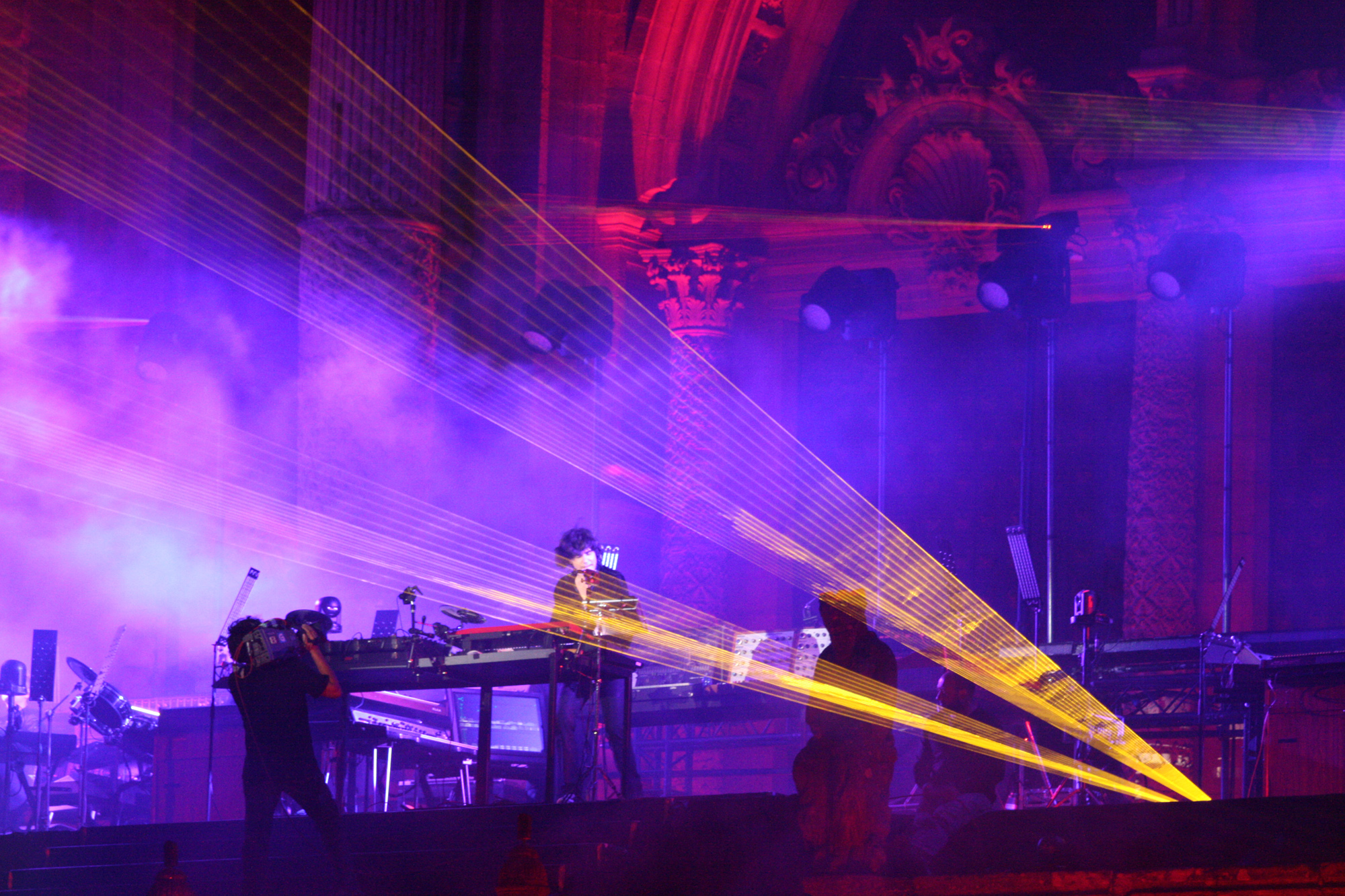
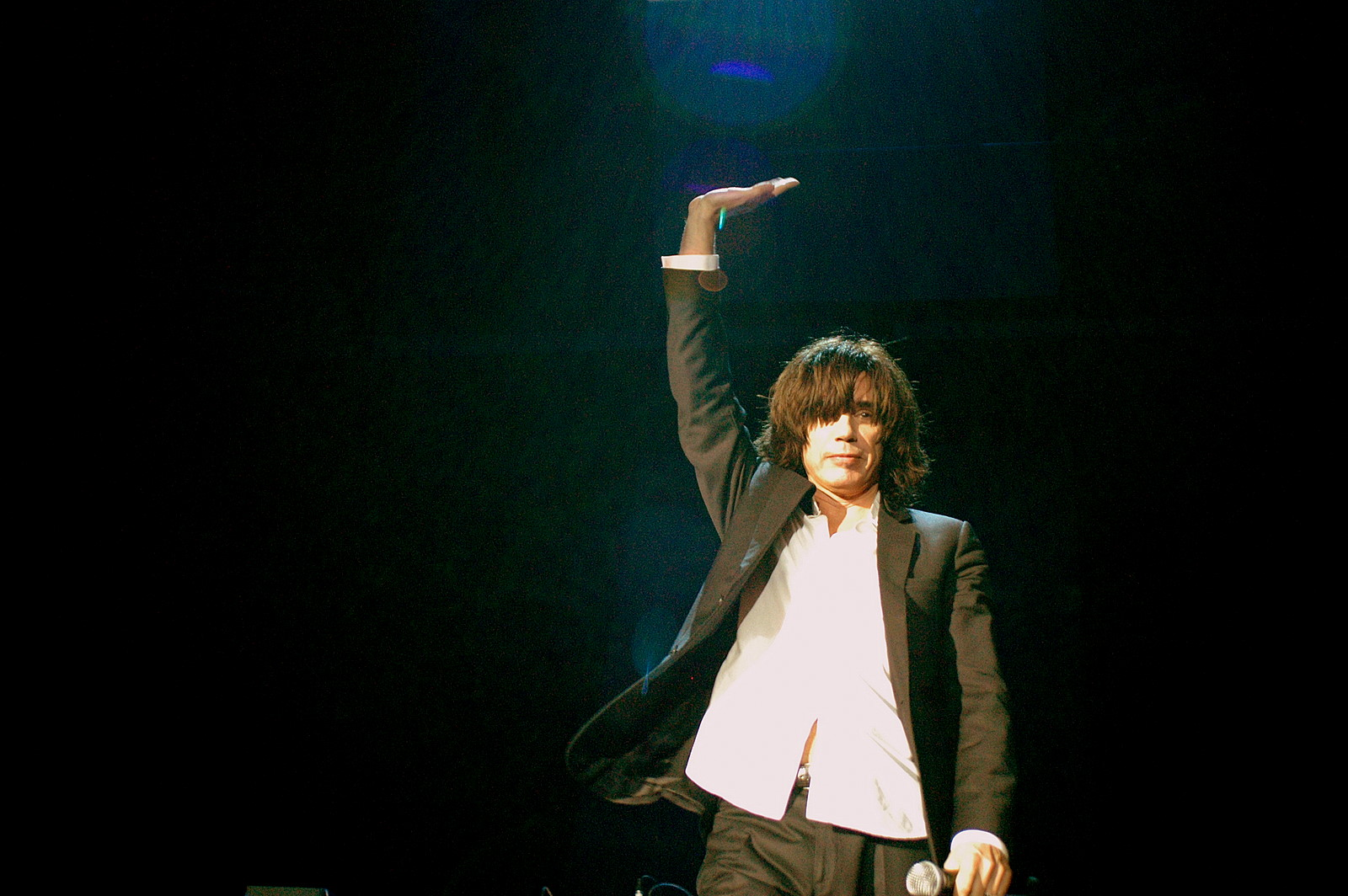
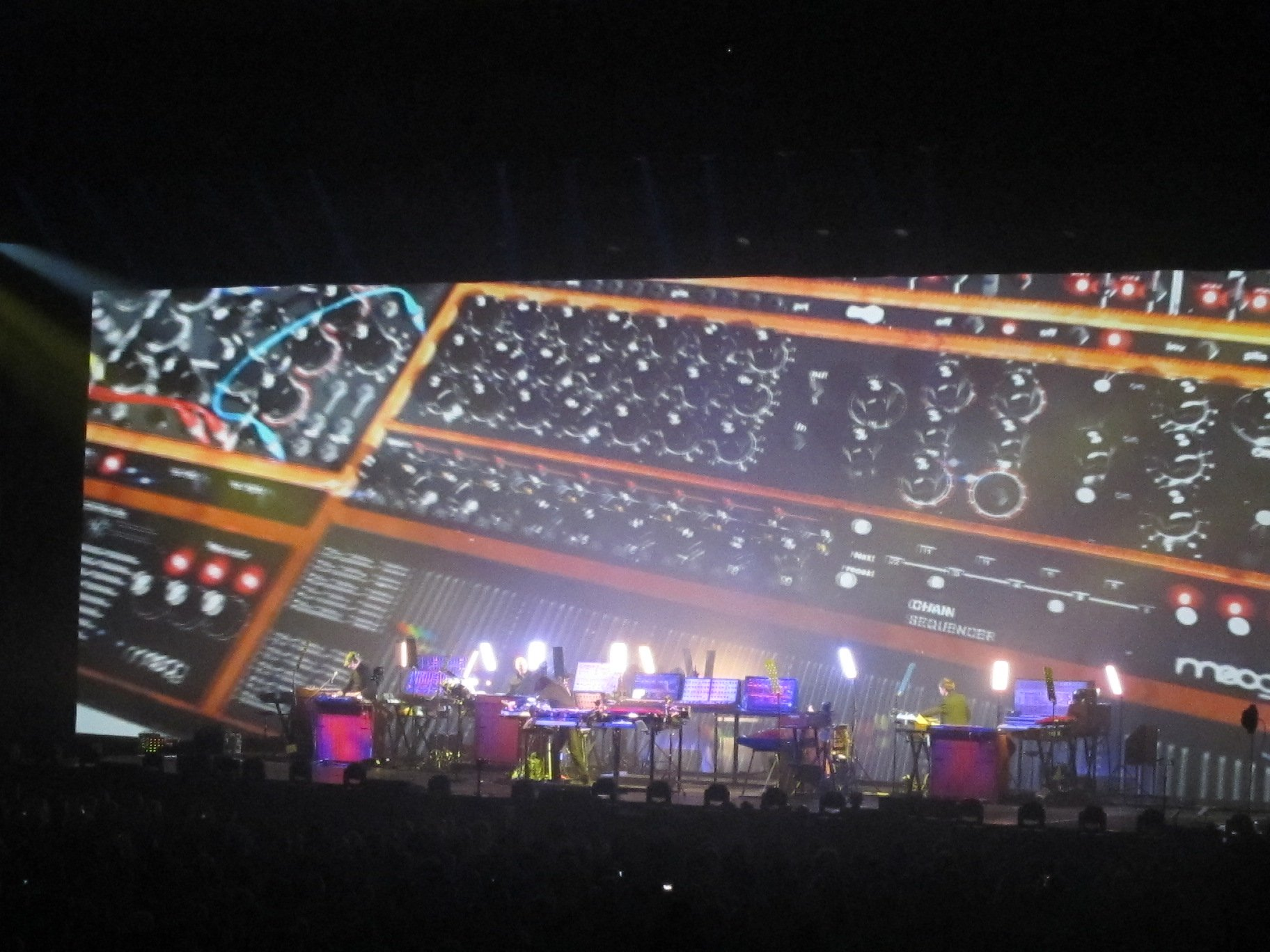

L'artiste confirme son précédent succès international avec ce nouvel album de musique électronique expérimentale. Finalement baptisé « Équinoxe », ce nouvel hymne électronique à la vie et à la nature  est composé et enregistré en neuf mois et se situe dans la continuité d'Oxygène. L'œuvre dévoile des paysages sonores conçus avec de nombreux instruments électroniques (synthétiseurs analogiques surtout, dont l'ARP 2600, piloté notamment par le matrisequencer (en) de Michel Geiss) évoquant ainsi de manière surréaliste des rythmes cosmiques, des sons organiques naturels d'équinoxe du printemps ou d'automne, d'eau, de pluie, de vent, de marée, de mer, d'orage et de tempête,. L'album est une représentation musicale allégorique d'une journée de vie d'un humain sur terre. Jean-Michel Jarre déclare à propos d'Équinoxe : « J'ai voulu évoquer l'écoulement des 24 heures d'une journée, chaque partie de l'album représentant un moment différent du jour et de la nuit. […] Je veux que les gens se servent de mon disque pour le passer à différents moments de la journée et quand ils sont d'humeurs différentes ».
Jean-Michel Jarre devient avec ses deux albums Oxygène et Équinoxe un des musiciens français les plus connus du monde. Il reçoit la médaille d'or de la Sacem en 1979 pour sa contribution à la diffusion de la culture française à travers le monde tandis que l'album Équinoxe est double disque de platine.

## Enregistrement
L'album est enregistré dans le studio privé de Jean-Michel Jarre sur l'équipement MCI-Studio et mixé aux Gang Recording Studio à Paris, entre janvier et août 1978. Dans ce nouvel album, le musicien emploie beaucoup plus d'éléments rythmiques et dynamiques, en particulier sur l'utilisation du séquençage des basses, notamment grâce à des équipements comme le matrisequencer (en) et le rythmicomputer spécialement fabriqués pour lui par son ami et collaborateur Michel Geiss.

## Pochette

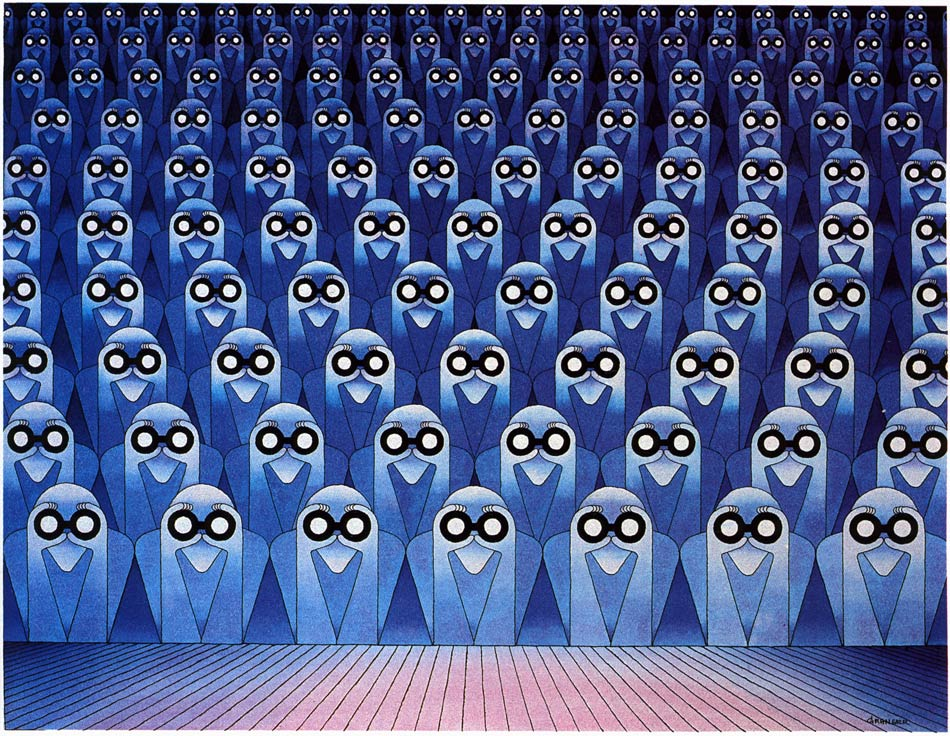
« Le Trac » de Michel Granger

Jean-Michel Jarre rencontre le peintre Michel Granger en 1975, lors d'une de ses expositions d'art de galerie parisienne. Il lui achète une œuvre qui devient six mois plus tard la pochette de son album Oxygène de 1976, puis sa sérigraphie « Le Trac » qui deviendra la pochette d'Équinoxe en 1978. 
L'œuvre « Le Trac » représente l' « observation réciproque humoristique » d'un vaste public de personnages bleus qui observent une scène de salle de spectacle avec leurs jumelles, observés eux-mêmes depuis la scène. 
La photo au verso de la pochette diffère suivant l'édition de l'album : une photo noir et blanc de l'artiste en gros plan prise par le photographe Helmut Newton sur la première édition, et une photo couleur en plan large prise par l'actrice Charlotte Rampling (compagne de Jean-Michel Jarre à cette époque) sur la seconde édition.

## Accueil
Cet album-concept électronique est, en 1978, le deuxième gros succès international de Jean-Michel Jarre, après Oxygène de 1976 (vendu à près de 18 millions d'exemplaires dans le monde), n°1 des ventes en France, phénomène international musical révolutionnaire pour son époque, vendu à près de 10 millions d'exemplaires dans le monde, avec quatre singles extraits Équinoxe Part 5 (1978), Équinoxe Part 4 (1979), Équinoxe Part 7 et 8 (1980). 

## Concert
La sortie de cet album est suivie quelques mois plus tard par un gigantesque concert gratuit Paris Bleu Blanc Rouge donné sur la place de la Concorde, le 14 juillet 1979, devant un public estimé à un million de personnes (premier record du monde du Livre Guinness des records pour Jean Michel Jarre, battu à plusieurs reprises avec ses concerts suivants). Jean-Michel Jarre inaugure ainsi son concept grandiose de méga concerts de ville à ciel ouvert. Le spectacle est diffusé à la télévision en Eurovision, puis sorti en cassette vidéo. L'artiste est entouré sur scène de nombreux synthétiseurs et figure au cœur d'une scénographie grandiose de jeux de lumières, lasers, projections d'images géantes sur des façades d'immeubles, feux d'artifice, et pyrotechnie. Les concerts ultérieurs de Jean-Michel Jarre (gratuits pour certains) attireront des foules parfois de plusieurs millions de personnes (3,5 millions de spectateurs en 1997 à Moscou).

## Singles
Deux singles sont extraits de l'album : Équinoxe Part 5 (1978), et Équinoxe Part 4 (1979).

## Liste des pistes
| 1.    | Équinoxe Part 1 | 2:23 |
| 2.    | Équinoxe Part 2 | 5:01 |
| 3.    | Équinoxe Part 3 | 5:11 |
| 4.    | Équinoxe Part 4 | 6:54 |
| 5.    | Équinoxe Part 5 | 3:47 |
| 6.    | Équinoxe Part 6 | 3:23 |
| 7.    | Équinoxe Part 7 | 7:24 |
| 8.    | Équinoxe Part 8 | 5:04 |
| 38:53 |                 |      |

Note : la première partie (~90 secondes) d'Équinoxe Part 8 est également connue sous le nom de « L'Orchestre sous la pluie » (voir Les Concerts en Chine).

## Instruments électroniques utilisés
- ARP 2600
- EMS VCS3
- EMS AKS
- Yamaha CS-60 (en)
- Oberheim TVS-1A (en)
- RMI Harmonic Synthesizer (en)
- RMI Keyboard Computer
- ELKA 707
- Korg Polyphonic Ensemble P (en) 2000
- Eminent 310 Unique
- Mellotron
- Séquenceur ARP
- Séquenceur Oberheim
- Geiss Matrisequencer (en) 250
- Geiss Rythmicomputer
- Vocodeur EMS

## Classements
| Classement (1978-1979)         | Meilleure position |
| ------------------------------ | ------------------ |
| Royaume-Uni (UK Albums Chart)  | 11                 |
| Allemagne (Media Control AG)   | 22                 |
| Autriche (Ö3 Austria Top 40)   | 14                 |
| France (SNEP)                  | 1                  |
| États-Unis (Billboard Hot 200) | 126                |
| Nouvelle-Zélande (RIANZ)       | 36                 |
| Pays-Bas (Mega Album Top 100)  | 3                  |

## Certifications
| Région                                                                                                 | Certification | Ventes/Streams |
| --- | ------------- | -------------- |
| Canada (Music Canada)                                                                                  | Or            | 50 000^        |
| France (SNEP)                                                                                          | Platine       | 400 000*       |
| *Ventes selon la certification ^Mise en rayon selon la certification xNon précisé par la certification |               |                |

## Postérité
- 2018 : 40 ans après la sortie d'Équinoxe, Jean Michel Jarre publie une suite, Equinoxe Infinity, composée de 10 mouvements[16] et inspirée par le visuel et les personnages de la pochette d'Équinoxe[17],[18]. Le style musical et les textures sonores, plus modernes, ainsi que l'ambiance générale de cet album sorti le 16 novembre 2018 diffèrent cependant quelque peu d'Équinoxe.

## Au cinéma
- 1979 : La Maladie de Hambourg, de Peter Fleischmann (musique du film).